# Música de Final Fantasy III
A banda sonora do jogo Final Fantasy III foram compostas por Nobuo Uematsu. Final Fantasy III Original Sound Version, uma compilação de quase toda a presente em Final Fantasy III, foi distribuída pela Square Co./NTT Publishing em 1991, e mais tarde relançada pela NTT Publishing em 1994 e 2004. A banda sonora do o remake do Final Fantasy III para a Nintendo DS, Final Fantasy III Original Soundtrack, foi lançado pela NTT Publishing em 2006, com novas versões e faixas adicionais.
Final Fantasy III Yūkyū no Kaze Densetsu (em português Final Fantasy III Lenda do Vento Eterno) é um álbum de arranjos vocais de algumas das faixas do jogo, arranjado por Nobuo Uematsu e cantado por Michiaki Kato e Shizuru Ohtaka. Foi distribuido por Data M em 1990 e pela Polystar em 1994.
A banda sonora foi bem recebida pela crítica e é aceite como uma das melhores de todos os jogos para a NES. Várias faixas continuam populares nos nossos dias e foram orquestradas nos concertos da Tour de Japon: Music from Final Fantasy e Distant Worlds - Music from Final Fantasy. Música

## Álbuns

### Final Fantasy III Original Sound Version
Final Fantasy III Original Sound Version é álbum da banda sonora do jogo Final Fantasy III. O álbum contém as músicas tocadas ao longo do jogo, compostas por Nobuo Uematsu. O conjunto das 44 faixas tem a duração de 54:24. Foi lançado pela Square e NTT Publishing a 15 de Julho de 1991. O lançamento original tem o número de catálogo N23D-002. O álbum foi lançado novamente a 26 de Novembro de 1994 e outra vez a 1 de Outubro de 2004 pela NTT Publishing com os números de catálogo PSCN-5013 e NTCP-5013 respectivamente.
| \| # \| Título Japonês (romanização) \| Título inglês (tradução)[1] \| Duração \| \| --- \| --------------------------------------------------- \| --------------------------------------------------------------- \| ------- \| \| 1. \| プレリュード (Pureryūdo) \| "Prelude" \| 0:49 \| \| 2. \| クリスタルのある洞窟 (Kurisutaru no aru Dōkutsu) \| "Crystal Cave" ("Cave Where the Crystal Is") \| 1:40 \| \| 3. \| バトル１～ファンファーレ～ (Batoru 1 ~Fanfāre~) \| "Battle 1 (Fanfare)" \| 1:53 \| \| 4. \| クリスタルルーム (Kurisutaru Rūmu) \| "Crystal Room" \| 0:29 \| \| 5. \| オープニング・テーマ (Ōpuningu Tēma) \| "Opening Theme" \| 1:27 \| \| 6. \| 故郷の街ウル (Furusato no Machi Uru) \| "My Home Town" ("Hometown Ur") \| 1:44 \| \| 7. \| 悠久の風 (Yūkyū no Kaze) \| "Eternal Wind" \| 2:07 \| \| 8. \| ジンの呪い (Jin no Noroi) \| "Jinn, the Fire" ("Djinn's Curse") \| 1:15 \| \| 9. \| ダンジョン (Danjon) \| "The Dungeon" \| 1:07 \| \| 10. \| 勇者の帰還 (Yūsha no Kikan) \| "Return of the Warrior" ("Return of the Hero") \| 1:03 \| \| 11. \| 山頂への道 (Sanchō e no Michi) \| "The Way to the Top" \| 0:42 \| \| 12. \| 小人の村トーザス (Shōnin no Mura Tōzasu) \| "Cute Little Tozas" ("Village of Little People, Tozas") \| 1:00 \| \| 13. \| ネプト寝殿 (Neputo Shinden) \| "Shrine of Nept" \| 0:58 \| \| 14. \| エンタープライズ海を行く (Entāpuraizu Umi o Yuku) \| "Sailing Enterprise" ("Enterprise Sails the Ocean") \| 1:02 \| \| 15. \| 生きている森 (Ikiteiru Mori) \| "Living Forest" \| 0:44 \| \| 16. \| 古代人の村 (Kodaijin no Mura) \| "Time Remains" ("Village of the Ancients") \| 1:45 \| \| 17. \| チョコボのテーマ (Chokobo no Tēma) \| "Chocobos!" ("Chocobo's Theme") \| 0:38 \| \| 18. \| でぶチョコボあらわる (Debu Chokobo Arawaru) \| "Big Chocobo!" ("Fat Chocobo Uncovered") \| 0:29 \| \| 19. \| オーエンの塔 (Ōen no Tō) \| "Tower of Owen" \| 1:05 \| \| 20. \| ギサールの野菜 (Gisāru no Yasai) \| "Veggies of Geasal" ("Gysahl Greens") \| 0:45 \| \| 21. \| ハインの城 (Hain no Shiro) \| "Castle of Hain" \| 1:22 \| \| 22. \| バトル２ (Battle 2) \| "Battle 2" \| 1:40 \| \| 23. \| レクイエム (Rekuiemu) \| "The Requiem" \| 0:38 \| \| 24. \| エンタープライズ空を飛ぶ (Entāpuraizu Sora o Tobu) \| "Go Above the Clouds!" ("The Enterprise Flies Through the Sky") \| 0:44 \| \| 25. \| 果てしなき大海原 (Hateshinaki Ōunabara) \| "The Boundless Ocean" \| 1:18 \| \| 26. \| 水の巫子エリア (Mizu no Fuko Eria) \| "Elia, the Maiden of Water" \| 1:21 \| \| 27. \| アムルの街(Amuru no Machi) \| "Town of Water" ("Town of Amur") \| 1:07 \| \| 28. \| ピアノのおけいこ１ (Piano no Okeiko 1) \| "Let's Play the Piano!" ("Piano Practice 1") \| 0:11 \| \| 29. \| ピアノのおけいこ２ (Piano no Okeiko 2) \| "Let's Play the Piano Again!" ("Piano Practice 2") \| 0:06 \| \| 30. \| スイフト・ツイスト (Suifuto Tsuisuto) \| "Swift Twist" \| 0:38 \| \| 31. \| ４人組じいさんのテーマ (Yonnin-gumi Jīsan no Tēma) \| "Good Ol' Fellows" ("Theme of the Four Old Guys") \| 0:34 \| \| 32. \| 隠れ村ファルガバード (Kakuremura Farugabādo) \| "In the Covert Town" ("Hidden Town of Falgabard") \| 1:01 \| \| 33. \| 巨大都市サロニア (Kyodai Toshi Saronia) \| "Salonia" ("Giant Metropolis Salonia") \| 1:40 \| \| 34. \| 潜水艇ノーチラス (Sensuikan Nōchirasu) \| "Deep Under the Water" ("The Submarine Nautilus") \| 1:53 \| \| 35. \| 海底寝殿 (Kaitei Shinden) \| "Beneath the Horizon" ("Undersea Shrine") \| 1:26 \| \| 36. \| ドーガとウネの館 (Dōga to Une no Kan) \| "Let Me Know the Truth" ("Doga and Unne's Home") \| 0:56 \| \| 37. \| ノアのリュート (Noa no Ryūto) \| "Lute of Noah" \| 0:20 \| \| 38. \| ウネの体操 (Une no Taisō) \| "Good Morning!" ("Unne's Morning Exercise") \| 0:30 \| \| 39. \| 巨大戦艦インビンシブル (Kyodai Senkan Inbinshiburu) \| "The Invincible" ("Giant Battleship Invincible") \| 1:25 \| \| 40. \| 禁断の地エウレカ (Kindan no Chi Eureka) \| "Forbidden Land" ("Forbidden Land Eureka") \| 0:49 \| \| 41. \| クリスタルタワー (Kurisutaru Tawā) \| "The Crystal Tower" \| 1:14 \| \| 42. \| 闇のクリスタル (Yami no Kurisutaru) \| "The Dark Crystals" \| 1:43 \| \| 43. \| 最後の死闘 (Saigo no Shitō) \| "This is the Last Battle" ("Final Struggle to the Death") \| 2:22 \| \| 44. \| エンディングテーマ (Endingu Tēma) \| "The Everlasting World" ("Ending Theme") \| 6:44 \| |                                                     |                                                                 |         |
| # | Título Japonês (romanização)                        | Título inglês (tradução)                                        | Duração |
| 1. | プレリュード (Pureryūdo)                            | "Prelude"                                                       | 0:49    |
| 2. | クリスタルのある洞窟 (Kurisutaru no aru Dōkutsu)    | "Crystal Cave" ("Cave Where the Crystal Is")                    | 1:40    |
| 3. | バトル１～ファンファーレ～ (Batoru 1 ~Fanfāre~)     | "Battle 1 (Fanfare)"                                            | 1:53    |
| 4. | クリスタルルーム (Kurisutaru Rūmu)                  | "Crystal Room"                                                  | 0:29    |
| 5. | オープニング・テーマ (Ōpuningu Tēma)                | "Opening Theme"                                                 | 1:27    |
| 6. | 故郷の街ウル (Furusato no Machi Uru)                | "My Home Town" ("Hometown Ur")                                  | 1:44    |
| 7. | 悠久の風 (Yūkyū no Kaze)                            | "Eternal Wind"                                                  | 2:07    |
| 8. | ジンの呪い (Jin no Noroi)                           | "Jinn, the Fire" ("Djinn's Curse")                              | 1:15    |
| 9. | ダンジョン (Danjon)                                 | "The Dungeon"                                                   | 1:07    |
| 10. | 勇者の帰還 (Yūsha no Kikan)                         | "Return of the Warrior" ("Return of the Hero")                  | 1:03    |
| 11. | 山頂への道 (Sanchō e no Michi)                      | "The Way to the Top"                                            | 0:42    |
| 12. | 小人の村トーザス (Shōnin no Mura Tōzasu)            | "Cute Little Tozas" ("Village of Little People, Tozas")         | 1:00    |
| 13. | ネプト寝殿 (Neputo Shinden)                         | "Shrine of Nept"                                                | 0:58    |
| 14. | エンタープライズ海を行く (Entāpuraizu Umi o Yuku)   | "Sailing Enterprise" ("Enterprise Sails the Ocean")             | 1:02    |
| 15. | 生きている森 (Ikiteiru Mori)                        | "Living Forest"                                                 | 0:44    |
| 16. | 古代人の村 (Kodaijin no Mura)                       | "Time Remains" ("Village of the Ancients")                      | 1:45    |
| 17. | チョコボのテーマ (Chokobo no Tēma)                  | "Chocobos!" ("Chocobo's Theme")                                 | 0:38    |
| 18. | でぶチョコボあらわる (Debu Chokobo Arawaru)         | "Big Chocobo!" ("Fat Chocobo Uncovered")                        | 0:29    |
| 19. | オーエンの塔 (Ōen no Tō)                            | "Tower of Owen"                                                 | 1:05    |
| 20. | ギサールの野菜 (Gisāru no Yasai)                    | "Veggies of Geasal" ("Gysahl Greens")                           | 0:45    |
| 21. | ハインの城 (Hain no Shiro)                          | "Castle of Hain"                                                | 1:22    |
| 22. | バトル２ (Battle 2)                                 | "Battle 2"                                                      | 1:40    |
| 23. | レクイエム (Rekuiemu)                               | "The Requiem"                                                   | 0:38    |
| 24. | エンタープライズ空を飛ぶ (Entāpuraizu Sora o Tobu)  | "Go Above the Clouds!" ("The Enterprise Flies Through the Sky") | 0:44    |
| 25. | 果てしなき大海原 (Hateshinaki Ōunabara)             | "The Boundless Ocean"                                           | 1:18    |
| 26. | 水の巫子エリア (Mizu no Fuko Eria)                  | "Elia, the Maiden of Water"                                     | 1:21    |
| 27. | アムルの街(Amuru no Machi)                          | "Town of Water" ("Town of Amur")                                | 1:07    |
| 28. | ピアノのおけいこ１ (Piano no Okeiko 1)              | "Let's Play the Piano!" ("Piano Practice 1")                    | 0:11    |
| 29. | ピアノのおけいこ２ (Piano no Okeiko 2)              | "Let's Play the Piano Again!" ("Piano Practice 2")              | 0:06    |
| 30. | スイフト・ツイスト (Suifuto Tsuisuto)               | "Swift Twist"                                                   | 0:38    |
| 31. | ４人組じいさんのテーマ (Yonnin-gumi Jīsan no Tēma)  | "Good Ol' Fellows" ("Theme of the Four Old Guys")               | 0:34    |
| 32. | 隠れ村ファルガバード (Kakuremura Farugabādo)        | "In the Covert Town" ("Hidden Town of Falgabard")               | 1:01    |
| 33. | 巨大都市サロニア (Kyodai Toshi Saronia)             | "Salonia" ("Giant Metropolis Salonia")                          | 1:40    |
| 34. | 潜水艇ノーチラス (Sensuikan Nōchirasu)              | "Deep Under the Water" ("The Submarine Nautilus")               | 1:53    |
| 35. | 海底寝殿 (Kaitei Shinden)                           | "Beneath the Horizon" ("Undersea Shrine")                       | 1:26    |
| 36. | ドーガとウネの館 (Dōga to Une no Kan)               | "Let Me Know the Truth" ("Doga and Unne's Home")                | 0:56    |
| 37. | ノアのリュート (Noa no Ryūto)                       | "Lute of Noah"                                                  | 0:20    |
| 38. | ウネの体操 (Une no Taisō)                           | "Good Morning!" ("Unne's Morning Exercise")                     | 0:30    |
| 39. | 巨大戦艦インビンシブル (Kyodai Senkan Inbinshiburu) | "The Invincible" ("Giant Battleship Invincible")                | 1:25    |
| 40. | 禁断の地エウレカ (Kindan no Chi Eureka)             | "Forbidden Land" ("Forbidden Land Eureka")                      | 0:49    |
| 41. | クリスタルタワー (Kurisutaru Tawā)                  | "The Crystal Tower"                                             | 1:14    |
| 42. | 闇のクリスタル (Yami no Kurisutaru)                 | "The Dark Crystals"                                             | 1:43    |
| 43. | 最後の死闘 (Saigo no Shitō)                         | "This is the Last Battle" ("Final Struggle to the Death")       | 2:22    |
| 44. | エンディングテーマ (Endingu Tēma)                   | "The Everlasting World" ("Ending Theme")                        | 6:44    |

### Final Fantasy III Yūkyū no Kaze Densetsu
Final Fantasy III Yūkyū no Kaze Densetsu (ファイナルファンタジーIII 悠久の風伝説, Fainaru Fantajī Surī Yūkyū no Kaze Densetsu, trad. Final Fantasy III Lenda do Vento Eterno) é um álbum contendo a transformação de algumas músicas do jogo para arranjos vocais e instrumentais, com canta faixa espaçada por um trecho de uma história similar à de Final Fantasy III. As faixas foram compostas por Nobuo Uematsu e cantadas por Dido, um duo composto por Michiaki Kato e Shizuru Ohtaka. O álbum tem 7 faixas e uma duração de 52:32. Teve o seu primeiro lançamento a 25 de Maio de 1990 sobre a marca da Data M e foi mais tarde relançado a 25 de Maio de 1994 pela Polystar. O lançamento original tem o número de catálogo PSCX-1005 e o relançamento PSCR-5252.
| Lista de faixas |  |
| --- |  |
| 1. "The Evil Power of the Underworld" – 6:39 2. "Following the Wind" – 8:56 3. "Montage" – 8:49 4. "Their Spiritual Leader" – 9:28 5. "Ebb and Flow" – 5:14 6. "The Dark Cloud" – 4:15 7. "Rebirth" – 9:05 |  |

### Final Fantasy III Original Soundtrack
Final Fantasy III Original Soundtrack é a banda sonora do remake de Final Fantasy III para a Nintendo DS. O álbum tem as mesmas faixas que as do jogo, mas arranjadas por Tsuyoshi Sekito e Keiji Kawamori para a Nintendo DS, assim como dois remixes: um dos The Black Mages e o outro por Yasuhiro Yamanaka. O álbum também incluía um DVD com a sequência de abertura do jogo, um vídeo promocional e uma entrevista com a equipa do jogo. Foi distribuído pela Square Enix a 20 de Setembro de 2006 com o número de catálogo SQEX-10076'. Com 61 faixas, o álbum tem a duração de 70:56.
Lista de faixas
| \| # \| Título japonês \| Título inglês \| Duração \| \| --- \| ------------------------------------------ \| ------------------------------------------------------- \| ------- \| \| 1. \| Kaze no tsuioku ~Yuukyuu no kaze densetsu~ \| Memory of the Wind ~Legend of the Eternal Wind~ \| 3:01 \| \| 2. \| PURERYUUDO \| Prelude \| 0:56 \| \| 3. \| KURISUTARU no aru doukutsu \| Here is the cave of the crystal \| 1:14 \| \| 4. \| BATORU 1 \| Battle 1 \| 1:32 \| \| 5. \| Shouri \| Victory \| 0:33 \| \| 6. \| KURISUTARU RUUMU \| Crystal room \| 0:32 \| \| 7. \| OOPUNINGU TEEMA \| Opening Theme \| 1:53 \| \| 8. \| Furusato no machi URU \| Hometown of Ur \| 1:30 \| \| 9. \| Yuukyuu no kaze \| Eternal Wind \| 1:41 \| \| 10. \| JIN no noroi \| Curse of Jinn \| 1:11 \| \| 11. \| DANJON \| Dungeon \| 0:56 \| \| 12. \| Yuusha no kikan \| Return of the Hero \| 0:53 \| \| 13. \| Sanchou e no michi \| Road to the Summit \| 1:29 \| \| 14. \| TOUZASU \| Tozas \| 1:01 \| \| 15. \| NEPUTO shinden \| Nepto Shrine \| 0:52 \| \| 16. \| ENTAAPURAIZU umi o iku \| The Enterprise goes on the Sea \| 1:16 \| \| 17. \| Ikiteiru mori \| The Living Forest \| 0:56 \| \| 18. \| Kodaijin no mura \| Village of the Ancients \| 1:51 \| \| 19. \| CHOKOBO no TEEMA \| Chocobo's theme \| 0:45 \| \| 20. \| Debu CHOKOBO arawaru \| Fat Chocobo Revealed \| 0:54 \| \| 21. \| OOEN no tou \| Tower of Owen \| 0:53 \| \| 22. \| GISAARU no yasai \| Gysahl Greens \| 0:37 \| \| 23. \| HAIN no shiro \| Castle of Hein \| 1:14 \| \| 24. \| Kiken na SHOOTO MYUUJIKKU 1 \| Short danger music 1 \| 0:36 \| \| 25. \| Kiken na SHOOTO MYUUJIKKU 2 \| Short danger music 2 \| 0:33 \| \| 26. \| Kiken na SHOOTO MYUUJIKKU 3 \| Short danger music 3 \| 0:23 \| \| 27. \| BATORU 2 \| Battle 2 \| 1:45 \| \| 28. \| REKUIEMU \| Requiem \| 0:35 \| \| 29. \| ENTAAPURAIZU sora o tobu \| The Enterprise Flies Through the Sky \| 1:10 \| \| 30. \| Hateshinaki oounabara \| Boundless wilderness of the ocean \| 1:23 \| \| 31. \| Mizu no miko ERIA \| Elia, the Maiden of Water \| 2:05 \| \| 32. \| AMURU no machi \| Town of Amur \| 1:26 \| \| 33. \| PIANO no okeiko 1 \| Piano practice 1 \| 0:12 \| \| 34. \| PIANO no okeiko 2 \| Piano practice 2 \| 0:07 \| \| 35. \| SUIFUTO TSUISUTO \| Swift twist \| 0:36 \| \| 36. \| Yadoya de neru \| Sleeping at the Inn \| 0:10 \| \| 37. \| Nakama o kuwaeru \| Adding party member \| 0:09 \| \| 38. \| Nakama tono wakare \| Separating party member \| 0:10 \| \| 39. \| Odoriko no DANSU \| Dance of the Dancer \| 0:18 \| \| 40. \| AITEMU GETTO \| Item Get \| 0:08 \| \| 41. \| GARUUDA gekiwa \| Crushing Garuda \| 0:10 \| \| 42. \| Yonnin-kumi jiisan no TEEMA \| Theme of the Four Old Men \| 0:51 \| \| 43. \| Kakure mura FARUGAHAADO \| In the hidden town of Falgabard \| 1:25 \| \| 44. \| Kyodaitoshi SARONIA \| Giant Metropolis Saronia \| 1:05 \| \| 45. \| Sensuikan NOOCHIRASU \| The submarine Nautilus \| 1:19 \| \| 46. \| Kaitei shinden \| Undersea Shrine \| 1:10 \| \| 47. \| DOOGA to UNE no tachi \| Doga and Unei's Mansion \| 1:06 \| \| 48. \| NOA no RYUUTO \| Noah's Lute \| 0:36 \| \| 49. \| UNE no taisou \| Unei's morning exercise \| 0:31 \| \| 50. \| Kyodaisenkan INBINSHIBURU \| The Giant Battleship Invincible \| 0:56 \| \| 51. \| Kindan no chi EUREKA \| The Forbidden Land, Eureka \| 1:16 \| \| 52. \| KURISUTARU TAWAA \| The Crystal Tower \| 1:05 \| \| 53. \| Yami no KURISUTARU \| The Dark Crystals \| 1:03 \| \| 54. \| Saigo no shitou -1- \| Final struggle to the death -1- \| 0:38 \| \| 55. \| Saigo no shitou -2- \| Final struggle to the death -2- \| 0:26 \| \| 56. \| Saigo no shitou -3- \| Final struggle to the death -3- \| 1:21 \| \| 57. \| ENDINGU TEEMA -1- \| Ending Theme -1- \| 1:25 \| \| 58. \| ENDINGU TEEMA -2- \| Ending Theme -2- \| 2:51 \| \| 59. \| ENDINGU TEEMA -3- \| Ending Theme -3- \| 3:44 \| \| 60. \| Yuukyuu no kaze -.333 mix- \| Eternal Wind -.333 mix- \| 3:37 \| \| 61. \| Saigo no shitou -THE BLACK MAGES ver.- \| Final "struggle to the death" -The Black Mages version- \| 4:55 \| |                                            |                                                         |         |
| # | Título japonês                             | Título inglês                                           | Duração |
| 1. | Kaze no tsuioku ~Yuukyuu no kaze densetsu~ | Memory of the Wind ~Legend of the Eternal Wind~         | 3:01    |
| 2. | PURERYUUDO                                 | Prelude                                                 | 0:56    |
| 3. | KURISUTARU no aru doukutsu                 | Here is the cave of the crystal                         | 1:14    |
| 4. | BATORU 1                                   | Battle 1                                                | 1:32    |
| 5. | Shouri                                     | Victory                                                 | 0:33    |
| 6. | KURISUTARU RUUMU                           | Crystal room                                            | 0:32    |
| 7. | OOPUNINGU TEEMA                            | Opening Theme                                           | 1:53    |
| 8. | Furusato no machi URU                      | Hometown of Ur                                          | 1:30    |
| 9. | Yuukyuu no kaze                            | Eternal Wind                                            | 1:41    |
| 10. | JIN no noroi                               | Curse of Jinn                                           | 1:11    |
| 11. | DANJON                                     | Dungeon                                                 | 0:56    |
| 12. | Yuusha no kikan                            | Return of the Hero                                      | 0:53    |
| 13. | Sanchou e no michi                         | Road to the Summit                                      | 1:29    |
| 14. | TOUZASU                                    | Tozas                                                   | 1:01    |
| 15. | NEPUTO shinden                             | Nepto Shrine                                            | 0:52    |
| 16. | ENTAAPURAIZU umi o iku                     | The Enterprise goes on the Sea                          | 1:16    |
| 17. | Ikiteiru mori                              | The Living Forest                                       | 0:56    |
| 18. | Kodaijin no mura                           | Village of the Ancients                                 | 1:51    |
| 19. | CHOKOBO no TEEMA                           | Chocobo's theme                                         | 0:45    |
| 20. | Debu CHOKOBO arawaru                       | Fat Chocobo Revealed                                    | 0:54    |
| 21. | OOEN no tou                                | Tower of Owen                                           | 0:53    |
| 22. | GISAARU no yasai                           | Gysahl Greens                                           | 0:37    |
| 23. | HAIN no shiro                              | Castle of Hein                                          | 1:14    |
| 24. | Kiken na SHOOTO MYUUJIKKU 1                | Short danger music 1                                    | 0:36    |
| 25. | Kiken na SHOOTO MYUUJIKKU 2                | Short danger music 2                                    | 0:33    |
| 26. | Kiken na SHOOTO MYUUJIKKU 3                | Short danger music 3                                    | 0:23    |
| 27. | BATORU 2                                   | Battle 2                                                | 1:45    |
| 28. | REKUIEMU                                   | Requiem                                                 | 0:35    |
| 29. | ENTAAPURAIZU sora o tobu                   | The Enterprise Flies Through the Sky                    | 1:10    |
| 30. | Hateshinaki oounabara                      | Boundless wilderness of the ocean                       | 1:23    |
| 31. | Mizu no miko ERIA                          | Elia, the Maiden of Water                               | 2:05    |
| 32. | AMURU no machi                             | Town of Amur                                            | 1:26    |
| 33. | PIANO no okeiko 1                          | Piano practice 1                                        | 0:12    |
| 34. | PIANO no okeiko 2                          | Piano practice 2                                        | 0:07    |
| 35. | SUIFUTO TSUISUTO                           | Swift twist                                             | 0:36    |
| 36. | Yadoya de neru                             | Sleeping at the Inn                                     | 0:10    |
| 37. | Nakama o kuwaeru                           | Adding party member                                     | 0:09    |
| 38. | Nakama tono wakare                         | Separating party member                                 | 0:10    |
| 39. | Odoriko no DANSU                           | Dance of the Dancer                                     | 0:18    |
| 40. | AITEMU GETTO                               | Item Get                                                | 0:08    |
| 41. | GARUUDA gekiwa                             | Crushing Garuda                                         | 0:10    |
| 42. | Yonnin-kumi jiisan no TEEMA                | Theme of the Four Old Men                               | 0:51    |
| 43. | Kakure mura FARUGAHAADO                    | In the hidden town of Falgabard                         | 1:25    |
| 44. | Kyodaitoshi SARONIA                        | Giant Metropolis Saronia                                | 1:05    |
| 45. | Sensuikan NOOCHIRASU                       | The submarine Nautilus                                  | 1:19    |
| 46. | Kaitei shinden                             | Undersea Shrine                                         | 1:10    |
| 47. | DOOGA to UNE no tachi                      | Doga and Unei's Mansion                                 | 1:06    |
| 48. | NOA no RYUUTO                              | Noah's Lute                                             | 0:36    |
| 49. | UNE no taisou                              | Unei's morning exercise                                 | 0:31    |
| 50. | Kyodaisenkan INBINSHIBURU                  | The Giant Battleship Invincible                         | 0:56    |
| 51. | Kindan no chi EUREKA                       | The Forbidden Land, Eureka                              | 1:16    |
| 52. | KURISUTARU TAWAA                           | The Crystal Tower                                       | 1:05    |
| 53. | Yami no KURISUTARU                         | The Dark Crystals                                       | 1:03    |
| 54. | Saigo no shitou -1-                        | Final struggle to the death -1-                         | 0:38    |
| 55. | Saigo no shitou -2-                        | Final struggle to the death -2-                         | 0:26    |
| 56. | Saigo no shitou -3-                        | Final struggle to the death -3-                         | 1:21    |
| 57. | ENDINGU TEEMA -1-                          | Ending Theme -1-                                        | 1:25    |
| 58. | ENDINGU TEEMA -2-                          | Ending Theme -2-                                        | 2:51    |
| 59. | ENDINGU TEEMA -3-                          | Ending Theme -3-                                        | 3:44    |
| 60. | Yuukyuu no kaze -.333 mix-                 | Eternal Wind -.333 mix-                                 | 3:37    |
| 61. | Saigo no shitou -THE BLACK MAGES ver.-     | Final "struggle to the death" -The Black Mages version- | 4:55    |

| DVD |                                                 |                                                |
| --- | ----------------------------------------------- | ---------------------------------------------- |
| \| # \| Título japonês \| Título inglês \| \| -- \| ----------------------------------------------- \| ---------------------------------------------- \| \| 1. \| OOPUNINGU MOOBII \| Opening Movie \| \| 2. \| Hatsubaiki PUROMOOSHON BIDEO \| On Sale Promotion Video \| \| 3. \| SUPESHARU INTABYUU ~FINAL FANTASY III Anecdote~ \| Special Interview ~Final Fantasy III Anecdote~ \| |                                                 |                                                |
| # | Título japonês                                  | Título inglês                                  |
| 1. | OOPUNINGU MOOBII                                | Opening Movie                                  |
| 2. | Hatsubaiki PUROMOOSHON BIDEO                    | On Sale Promotion Video                        |
| 3. | SUPESHARU INTABYUU ~FINAL FANTASY III Anecdote~ | Special Interview ~Final Fantasy III Anecdote~ |

## Recepção e Legado
Final Fantasy III Original Sound Version foi bem recebido pelos críticos. Ben Schweitzer do RPGFan afirmou que era uma das bandas sonoras mais poderosas de qualquer jogo para a NES, um sentimento partilhado por Patrick Gan também do RPGFan. Gann foi ainda mais longe e disse que a melodia principal, Eternal Wind, era muito possivelmente a melhor música de mapa de qualquer jogo. Jog Turner da Soundtrack Central pensava que, apesar das limitações técnicas terem desvirtuado o álbum nos olhos de muitos ouvintes, o álbum ainda assim merecia ser ouvido e comprado. Dave, da Square Enix Music Online, discordava, sentindo que, apesar do álbum ser "charmoso", era um dos "álbum Final Fantasy mais fracos".